# Kîiinka, Cernihiv
Kîiinka (în ucraineană Киїнка) este localitatea de reședință a comunei Kîiinka din raionul Cernihiv, regiunea Cernihiv, Ucraina.

## Demografie
Componența lingvistică a localității Kîiinka
     Ucraineană (96,32%)
     Rusă (3,25%)
     Alte limbi (0,39%)
Conform recensământului din 2001, majoritatea populației localității Kîiinka era vorbitoare de ucraineană (96,32%), existând în minoritate și vorbitori de rusă (3,25%).